# Бруски Женая — Люка
Бруски Женая — Люка — счётный прибор, изобретённый французскими инженером Анри Женаем и математиком Эдуардом Люка в 1891 году.
Устройство представляет собой вариант палочек Непера. Состоит из 11 брусков: одна из них имеет надпись «Index», а остальные десять имеют надписи от «0» до «9». Бруски Женая — Люка позволяют выполнять умножение любого натурального числа на любое натуральное число от 1 до 9. Удобство этого счётного прибора заключается в том, что пользователь, представляя перенос графически, может считывать результат умножения без промежуточных умственных расчётов.

## История
В 1885 году французский математик Люка поставил арифметическую проблему во время сессии в французской Академии. Женай, уже известный тем, что изобрел ряд арифметических инструментов, создал свои линейки в процессе решения проблемы. В 1891 году он представил свое изобретение в французской Академии. Бруски Женая была широко распространены, но их популярность была недолговечна, так как вычислительная машина вскоре начала вытеснять ручные арифметические методы.

## Внешний вид
Полный набор брусков Женая — Люка состоит из одиннадцати типов полос, обычно изготавливаемых из дерева или металла. На каждой полосе печатается столбец треугольников и столбец цифр:

## Умножение
Располагая эти бруски в правильном порядке (первой цифре соответствует первая линейка …), пользователь может быстро найти произведение чисел.
Рассмотрим умножение 52749 на 4.
Расположим пять линеек, по одной на каждую цифру числа 52749, рядом друг с другом и рядом с главной линейкой «Index»:
Второй множитель равен 4, поэтому мы смотрим на четвертую строку:
Мы начинаем с верхнего номера в последнем столбце выбранной строки:
Серый треугольник указывает путь к следующему номеру:
Мы следуем треугольникам справа налево, пока не дойдем до первого столбца.
Затем мы просто читаем цифры, которые мы посетили. Произведение, показанное красным цветом, равно 210996.